# Каравађо
Микеланђело Меризи (Америги) да Каравађо (итал. Michelangelo Merisi, il Caravaggio; Милано, 29. септембар 1571 — Порто Ерколе, 18. јул 1610),  италијански сликар активан у Риму, Напуљу, Малти и Сицилији између 1593. и 1610. године. Сматран је првим великаном барокног сликарства. Његове слике одликује један бескомпромисан реализам који је окарактерисан као натурализам — ради разликовање од дотадашњих покушаја — и употреба изразитог контраста свјетло-тамно (кјароскура).
Сировог и запаљивог карактера, увијек спреман на свађу, Каравађо је у свом дјелу тежио да открије истину свијета у ком је живио. Истину ону коју је он видио. Страх од ружног је сматрао огавном слабошћу. Није осјећао никакву наклоност према класичним узорима ни према идеалној љепоти. Хтио је да сруши све конвенционализме и промишља умјетност по властитој вољи. Неки сматрају да оно што је себи задао јесте да престрави публику и да није имао нимало поштовања према ниједној претходној умјетничкој традицији. Био је један од првих сликара ком су биле упућене сличне критике, и први чија је умјетност окарактерисана једном рјечју: натурализам. Истина је да је Каравађо био исувише велики и озбиљан умјетник да би себи дао као задатак да производи чисти сензационализам. Док су критичари расправљали он је неуморно стварао и његово дјело није изгубило нимало храбрости чак ни четири стољећа касније.
Каравађов натурализам, његова намјера да вјерно представља природу било да је лијепа или ружна, није ништа мање снажнија од оне неких његових савременика, рецимо Анибалеа Карачија, који је био склон идеализованој љепоти инспирисан Рафаелом. Супротно, Каравађа се може сматрати једним од оних великих умјетника као раније Ђото и Дирер, који су хтјели да виде библијске догађаје пред својим очима, као да се дешавају на прагу њихове куће.

## Карактер и утицај Каравађовог стила
Док је већина других италијанских умјетника слијепо слиједила елегантни, скоро балетски стил касног маниризма, Каравађо је библијске приче преводио као висцералне, неријетко  крваве драме. Приказивао је догађаје из „далеке свете прошлости” као да су се дешавали у његово вријеме, радећи са живим моделима које је пресвлачио у савремену одјећу. Наглашавао је сиромаштво и обичност Христа и његових сљедбеника, апостола, светаца и мученика, истичући њихову поцјепану одјећу и прљавштину на стопалима. Такође је развио посебан облик кјароскура користећи  екстремне контрасте свјетла и сјенке да би нагласио детаље, гестикулацију или израз лица, мршавост руке, или очај и жудњу портетираног. Његов утицај на ток западне умјетности је велики и није ограничен само на сликарство. Каравађово дјело је утицало на многе касније умјетнике, на Рембранта у Холандији, Веласкеза у Шпанији и Теодора Жерика у Француској. Осјећај за драматично конструисање сцене и иновативан третман свјетла и сјенке такође је директно инспирисао многе личности на пољу филма, укључујући режисере попут  Пјера Паола Пазолинија и Мартина Скорсеза.
Сви савременици у Италији нису дјелили исто усхићење и дивљење према Каравађовом стваралаштву. Хвалили су га његове колеге умјетници и познаваоци умјетности, али обичан човјек, коме је дјело у ствари било намјењено, сматрао је да му недостаје пристојност и уваженост, квалитети који су присутни у дјелима већине других умјетника епохе. Они су му замјерали што на његовим сликама виде себи сличне, будући да им је било драже да виде идеализоване и рјечитије побожне слике.
Каравађова умјетничка репутација је била засјењена током његовог живота и касније, турбулентним и крајње трагичним околностима његовог личног живота. У Риму је починио убиство и насилан напад док је био на врхунцу своје умјетничке каријере, и након тога — упркос што је послије створио своја најбоља дјела — остатак живота је провео као бјегунац од правде. Од половине двадесетог вијека, његови насилнички испади и нестабилан карактер постали су предмет популарне маште и конструисања различитих митова, гдје је перципиран као аутсајдер свога времена који се побунио против ауторитета. Претпостављена, али недоказана Каравађова хомосексуална склоност, закључена на основу његових раних дјела и одређених историјских докумената, додатно је увећала интригу о његовој легенди. Његов карактер је савршен тип старог мајстора за данашњу публику навикнуту на инстант-славу, у константној потрази за култом самодеструктивног генија с којим би се могла поистовјетити. Истина је видно другачија, а то је да је Каравађо био интелектуално култивисан и озбиљан умјетник, што не наговјештавају површни митови који су о њему створени. Ближа анализа архивских података о Каравађу, његовим пријатељима и непријатељима — највећим дијелом прикупљених у истраживањима архива у Риму, Напуљу и Малти крајем 20. вијека — показују да је чак и његовим најимпулсивнијим радњама владала одређена логика, па и кад се владао логиком осветника. Каравађо је по карактеру био насилан човјек, али је такође чињеница да је живио и стварао у насилничка времена.

## Најзначајнија дјела
Каравађова прва велика наруџба (око 1597), којом се одмах прославио, била је за капелу Контарели римској цркви св. Луја Француског; дијелио ју је са сликарем маниризма Ђузепеом Чезаријем, познатим као Каваљер из Арпина. Каравађова прва слика у серији, Свети Матеја и анђео (некад у Берлину, данас уништена), произвела је скандал и била одбијена. Умјетник ју је замијенио другом верзијом и насликао Позивање св. Матеја и Мучеништво св. Матеја.
Прије овог спектакуларног наступа, или можда из истог времена је и гојазни и меснати Бахус из Уфиција у Фиренци, онај (Болесни Бахус) из Галерије Боргезе у Риму, и Медуза, (Уфици). Одмор на путу у Египат и Покајна Магдалена (обе у Риму, Галерија Дорија Памфили), Гатара (Париз, Лувр) и Љубав Побједница (Берлин, Државни музеји), откривају умјетника који, ако не меланхоличан, онда је у миру са самим собом, и свакако не таквог да би био способан да направи револуцију у сликарству. Револуција се догодила изненада Каравађовим дјелима за капелу Контарели. Успјех ових дјела у умјетничким круговима је био потпун; остатак публике је био подијељен на одушевљене и скандализоване. Разлог се може сажети у двије ријечи: свјетлост и реализам. Скоро црне, непрозирне сјенке дају контраст без прелаза на свјетлост, а цијели призор изгледа као да је освијетљен вјештачким свјетлом. Не постоји модулација форме у обрису ни у детаљима. Свјетлост није природна и чини се као да предвиђа модерне филмске пројекторе. Позадина је готово увијек мрачна, што облицима даје упадљив ефекат пластичности. Каравађо своје композиције своди на оно суштинско, без пејзажа ни других украса који би одвлачили пажњу од главног призора.
У вези реализма, може се рећи да је Каравађо одлучио да уведе обичне, сирове ликове у своје религиозне сцене. Познато је да су најмање три његове слике одбиле црквене власти које су их наручиле: Светог Матеја и Анђела за олтар капеле Контарели, гдје је светац приказан са укрштаним ногама и прљавим стопалом лијеве ноге истуреним у први план, Обраћење св. Павла (1600–01., Рим, Санта Марија дел Пополо), и Смрт Богородице (око 1605–07., Париз, Лувр). Овдје није ријеч само о реализму већ и о храбрости умјетника.
Главни ликови у Мучеништву св. Матеја су наги џелат и дјечак у бијегу са отвореним устима у промуклом плачу, два лика који се понављају у читавом низу слика умјетника барока, посебно у сценама мучеништва, за које су ови из Контарелија важили као узор. Из истог периода (1600–01.) и у истом маниру су монументална платна у капели Черази у цркви Санта Марија дел Пополо у Риму: Распеће св. Петра и Преображај св. Павла.
Каравађов живот није био ништа мање шокантан од његове умјетности. Од 1600. до 1607. године био је под сталном присмотром полиције и судова због свађа, уличног мачевања, лошег поступања са проституткама, гнусног односа према неким сликарима који су га слиједили и сумњиве блискости с криминалцима. Све се завршило тако што је 1606. године убио другог човјека. За сво ово вријеме сликао је без престанка и парадоксално, слике које су настале ових година су међу најмирољубивијим у читавој његовој каријери. Године 1604. за Нову Цркву (Санта Марија у Валичелу) завршио је слику Христова сахрана, (данас у Ватиканским музејима); напетост, сажетост и троугаона композиција карактеришу ова дјела лишена ранијег бравада (одважности). Из истог периода су и двије слике Богородице: Богородица Лорето (Рим, Сант’ Агостино), и Богородица са малим Христом и св. Аном (Рим, Галерија Боргезе). У потоњој, такође под именом Богородица Палафренјери, мали Христ, један од најдражих ликова Каравађу, ставља своје стопало на мајчино како би јој помогао да пригњечи змију.
Највјероватније из овог периода потиче и Давид са одрубљеном главом Голијата. Из неког разлога сматра се да се ради о аутопортрету. Још једно истакнуто дјело из римског периода је Смрт Богородице, једна од најзначајнијих Каравађових слика кад је у питању употреба ефеката боје, са црвеном бојом одоре Богородице у складу са рђавом бојом хаљине жене у плачу. У Напуљу, гдје је Каравађо избјегао 1607. године, насликао је Бичевање Христа (данас у Сан Доменико Мађоре), и Седам дјела милосрђа (Напуљ, Монте дела Мизерикордија), гдје свјетлост бакље ствара дубоке контрасте. Није се дуго задржао у Напуљу. Већ 14. јула 1608. године је на Малти, гдје је од Великог учитеља малтешког витешког реда Алфа де Вигнакурта примио Крст милостивог витеза. Његов прослављени Портрет Вигнакурта, данас у Лувру, је изузетно дјело по студији одраза свјетлости на његовом оклопу и живописном црвеном огртачу који пада са стране шљема који носи један ученик. Ремек дјело умјетниковог малтешког периода је Одруб главе св. Јована Крститеља.
Крајем 1608. године, Каравађо се налази у Сиракузи на Сицилији, гдје је за цркву св. Луције насликао Сахрану св. Луције, данас у лошем стању конзервације. Убрзо је у Месини, гдје Народни музеј посједује двије слике, Наклон пастира и Лазарево васкрснуће, слике које одликују снажнији контрасти него је случај са Сахраном св. Луције. И оне су претрпеле због лоших рестаурација. Посљедње Каравађово платно је још један Наклон, сликан у Палерму за олтар цркве св. Лазара, такође у руинираном стању конзервације.

## Биографија

### Дјетињство и обука у Ломбардији од 1571–92. године
Био је први син Ферма Меризија и његове друге жене Лучије Аратори. Родио се у јесен 1571. године, највјероватније у малом градићу Каравађо које је припадало округу Кремони, од којег је касније добио надимак. Његово хришћанско име Микеланђело, може сугерисати да се можда родио 29. септембра, датума када се у његовом мјесту славио Арханђел Михајло. Крштен је 30. септембра у цркви у Милану. Упркос нагађањима која је раширио Ђулио Манцини, аутор једне од Каравађових првих биографија, да је његов отац радио као архитекта за моћног Франческа Сфорцу I, маркиза градића Каравађо, историјски подаци из локалних архива говоре другачију истину. Фермо Меризи није био архитекта већ каменорезац ког тадашњи документи помињу као „маестро”, тј. квалификованог занатлију који је могао имати властиту радионицу и упошљавати ученике. Каравађова породица ипак јесте имала везе са локалним племством, али преко мајчине стране. Његов деда по мајци, Ђовани Ђакомо Аратори, је био геодет који је служио код Франческа Сфорце I као закупник земљишта и правни свједок породице Сфорца. Араторијева ћерка Маргарита, Каравађова тетка, била је дојиља дјеци Сфорце I и његове жене Костанце Колоне, маркишкиње Каравађа. Сфорца и Колона су тада били међу најмоћнијим и најутицајнијим породицама у Италији. Њихово познанство ће касније Каравађу бити веома значајно. Костанца Колона му је често помагала кад је био у проблемима и нарочито касније, када је постао бјегунац од правде.
Умјетниково детињство и младост су били подијељени између родног Каравађа и града Милана гдје је његов отац имао радионицу. У љето 1576. године Милано је погодила куга, када је, према градској архиви пописа становника, петогодишњи Каравађо боравио са породицом у њему. У јесен наредне године су се вратили у Каравађо да би се склонили од куге која се већ била претворила у епидемију, поморивши више од петине локалног становништва. Нажалост, крајем 1577. године, од куге су му умрли отац Фермо, деда и баба по оцу, и ујак Пјетро. Могуће је да је овај осјећај трагичног губитка у раном дјетињству обликовао и утицао на појаву његовог каснијег запаљивог карактера.
О његовом дјетињству након овог догађаја и почецима умјетничког образовања је врло мало тога остало забиљежено. У једној архиви је пронађено да је 6. априла 1584, са дванаест година, потписао уговор за четворогодишњу обуку са једним мањим миланским мајстором фреско сликарства, Симоном Петерцаном. Колико се код њега уистину задржао, није познато.

#### Први утицаји
Многе особине које су присутне у Каравађовом сликарству су обликоване миљеом у ком се развијао у умјетника. У вријеме његове обуке у умјетника, у Милану је доминирао католички надбискуп контрареформације Карло Боромео. Боромеове проповједи су досегле свој врхунац у годинама након епидемије куге. Тврдио је да је епидемија казна за гријехе Католика од којих се једино могло откупити повратком на изворна Христова учења. Наглашавао је скромност и сиромаштво Христа и његових ученика као вриједности које Црква треба да поштује и да се још више приближи сиромашнима, за које је говорио да су жива слика Исуса Христа. Боромеов укус у религиозној умјетности је био исто тако сиров. Није нимало цијенио софистицирану и интелектуалну умјетност ренесансе или маниризма већ је био наклоњен висцералној народној умјетности чији су истакнут примјер биле полихроматске статуе које су се налазиле у „светој планини” у Варалу, у близини Милана.
Ове живописне традиције умјетности које је Боромео славио у својим проповједима, заузврат су имале дубок утицај на Каравађа. Превео је њихов сирови скулптурални реализам у свој далеко суптилнији али не због тога и мање непосредан начин сликања. Његове су композиције готово увијек конципиране у затвореном простору, гдје група ликова изводи причу као да се налази на позоришној позорници. Боромеов утицај се такође може примјетити у употреби палете боје тамног тоналитета (тоналитета ниског кључа), и инсистирању на сиромаштву и понизности као суштинским хришћанским врлинама.
Постоји могућност да је Карављађо посјетио Венецију у неком моменту током својих формативних година. По првом Каравађовом биографу, Ђованију Пјетру Белорију, Каравађо је уистину посјетио Венецију и био импресиониран и под утицајем „Ђорђоневог колорита.” Међутим, не постоји чврст документарни доказ за потврду ове спекулације, али постоје докази да је Каравађов учитељ Петерцано учио сликарство у Венецији и можда утицао на Каравађа да посјети Венецију. Ипак, остаје чињеница да су нека од најистакнутијих Каравађових дјела зрелог доба у одређеном смислу прототипи који су присутни у венецијанском сликарству. На примјер, Тицијаново дјело Мучење св. Лоренса, са драматичним истицањем људске патње и нагласком на тенебризму, као и многа дјела Тинторета. Овако посматрано изгледа да је врло могуће да је Каравађо у овом раном периоду провео неко вријеме у Венецији.
Каравађо је напустио Ломбардију 1592. године и није се више никада у њу вратио. У правним документима с краја 1580-их и 1590-их забиљежено је да је Каравађо продао парцеле земље које је наслиједио од своје породице. Тачне околности око његовог одласка из Милана су остале нејасне, али биљешке на маргини копије једног рукописа који је написао Ђулио Манцини о његовом раном животу, сугеришу да је у то вријеме доведен у везу с једним инцидентом насиља у ком је усмрћен један полицајац.

## Рим од 1592–99. године

### Први период у Риму у радионицама Пучија, Цезарија и Петриђјанија
Каравађо се преселио у Рим, као и многи други млади умјетници, у потрази за послом. Новоизабрани папа, Климент VIII, је био одлучан у намјери да трансформише Рим у очигледан симбол контрареформацијом обновљене католичке вјере. Градио је нове цркве и ремоделирао старе, тако да је било доста посла за сликаре око израде нових олтара, али и за вајаре око израде нове скулптурне декорације. Грубом процјеном, у Риму је тада живјело и радило око 2000 умјетника од укупно 100000 становника. Кварт у коме их је било највише обухватао је око четири квадратна километра између Трга Пополо и Трга Шпаније, гдје су се окупљали у различите заједнице по мјесту поријекла. Супарништво између различитих група као и појединих умјетника, је било велико, и често је доводило до интензивних свађа а у неким случајевима и насиља и освете. Рим је био град миграната, у који су долазили свештеници, ходочасници, војници плаћеници, али и мјесто у коме су друштвене разлике биле мање видљиве у односу на друге феудалне дијелове тадашње Италије. Они који су долазили да се обогате и прославе у том опортунистичком окружењу, претварали су се да су имали виши друштвени статус још од рођења, понашајући се у складу са превазиђеном и одбаченом верзијом старих витешких кодекса части, при чему би и најмања увреда била ријешавана насиљем. Тако да се многе битке које је Каравађо водио с другима у Риму уклапају у тај шири образац насиља, те би било погрешно осуђивати његово понашање, колико год да је оно било погрешно, као чудно и изузетно.
Судећи по разним причама које су дали његови први биографи који су писали још за његовог живота, Ђовани Баљоне и поменути Белори и Манцини, умјетникове ране године у Риму нису биле нарочито успјешне. У почетку је радио с једним сликарем из Сицилије, Лоренцом Сицилијаном, у чијој је радионици, како тврди Белори, „Каравађо сликао три портрета дневно за четири пенија по комаду.” Манцини биљежи да је у том периоду такође сарађивао са свештеником базилике св. Петра, Пандолфом Пучијем, чије је гостопримство било далеко од пристојног: „Давао му је само салату за вечеру. Након неколико мјесеци Каравађо је раскинуо сарадњу..., прозвавши свог доброчинитеља и мајстора ’Монсињор Салата’”.
Каравађо је затим провео неко вријеме у радионици мањег сликара поријеклом из Сијене, Антиведута Граматике. Потом се преселио у радионицу Ђузепеа Цезарија, такође познатог као Каваљер из Арпина, једног од најистакнутијих умјетника у Риму 1590-их. Цезари је имао велики број наруџби за олтарне слике и декоративне схеме, али је ангажовао Каравађа на мањим пословима, тј. за завршне украсе његових дјела које су углавном чинили „цвијеће и воће”. По Белорију, „он је радио те слике с мало воље жалећи што не ради слике с фигурама, те је објеручке прихватио прву прилику коју му је понудио Просперо.’’ Преживјеле су двије Каравађове слике с фигурама које је насликао док је био у радионици Цезарија и које је овај задржао за себе: Дјечак с корпом воћа и Аутопортрет као Бахус (такође под именом Болесни Бахус). Обе слике је од Цезарија почетком 17. вијека присвојио папин нећак Шипјоне Боргезе, и отада су оне остале у Збирци Боргезе. Оба дјела карактерише суптилна и заслађена горчина, од којих је прво вјероватно инспирисано женском божанском жудњом из Пјесме над пјесмама из Старог завјета, а друго у древној вези између умјетности и грчко-римског бога вина Бахуса и стваралачке распуштености. Будући да су оба дјела остала код Цезарија након Каравађовог одласка, могуће је да их је насликао као демонстрацију старијем мајстору, односно доказ да је способан да ствара амбициознија дјела од „воћа и цвијећа”.
Умјетниково вријеме са Цезаријем се наизглед по њега лоше завршило, инцедентом у ком га је један коњ ударио копитом због чега је завршио у болници Свете Марије Милостиве. По Манцинију, негдје почетком 1595. и након осам мјесеци проведених у Цезаријевој радионици, Каравађо се преселио код другог свештеника, „монсињора Фатина Петриђјанија, који му је дао удобно собу у којој може да се живи”. Негдје у исто вријеме је упознао Проспера Орсија, сликара гротески, који га је – по Белорију – охрабрио да слиједи властити пут и ствара дјела која су тражена на тржишту. Баљоне додаје да је Каравађо у то вријеме насликао одређен број аутопортрета – данас највјероватније изгубљених – и „дјечака ког угриза гуштер који извире из цвијећа и воћа; могао се чак чути врисак дјечаков, а све је приказано с пажњом на детаљ”. Тема ове слике је драматична, као што се и могло очекивати од дјела које циља да привуче пажњу упућене римске публике: полунагог дјечака, који једе воће, нагло прекида гуштер који га уједа за прст. Призор може бити парабола казне за оне ласцивне, гдје угриз гуштера може симболизовати бол узрокован венеричном болешћу.

### Патронаштво кардинала дел Монте
Средином 1590их Каравађо је једва састављао крај с крајем, тако да је притиснут проблемима с новцем одлучио да посјети више трговаца сликама у Риму. На крају је успоставио везу са Константином Спатом, који је имао једну продавницу слика на тргу око цркве св. Луја Француског. Преко Спате Каравађо је успио да успостави контакт са својим најважнијим меценом, кардиналом Франческом Марија дел Монтеом, који је становао у близини палате Мадама. Сликар и његов дилер сковали су план да привуку дел Монтеову пажњу, истакнутог колекционара који је редовно посјећивао Спатину радњу. Каравађо је за ту прилику насликао двије слике новог и непознатог жанра, приказујући призоре исцртане из миљеа свакодневнице римске сиротиње: Преваранти картама и Циганка гатара. Обе слике су метафоричког значења гдје преварант или пар скитница извлаче корист од наивног младића. У одређеном смислу, слике алегоријски представљају Каравађову властиту стратегију да се домогне угледног покровитеља. У сваком случају, трик му је успио, пошто је кардинал дел Монте купио оба дјела, омогућио Каравађу мјесто за живот и подстакао његов развој као сликара осигуравши му бројне наруџбе.
Дел Монте је био велики обожавалац музике и веома упућен колекционар сликарства. Такође је био заштитник хора Сикстинске капеле и најзначајнији заступник преласка у музици са средњовјековне полифоније на позноренесансну монодију (једногласје). Давао је предност једној мелодијској линији коју изводи један соло глас, као и новим облицима музичког позоришта (развој који ће на крају довести до настанка арије и опере). Каравађови Музичари (1595–96), представљају једну необичну верзију музичке пробе; слика је некада висила у дел Монтеовој музичкој соби у палати Мадама. На њој су приказана четири дјечака како штимају своје инструменте и прелиставају своје партитуре у ишчекивању непосредног наступа. Очекује се публика, имплицирајући анимирајуће присуство самог кардинала.
Каравађо је насликао бројне друге слике на музичке теме током својих раних година под кардиналовом заштитом. Такође, Дјечака са кошаром с воћем – мртву природу са вјерским сакраменталним асоцијацијама, ношену контрастом између црвима изједених јабука и грожђа, симбола пропадљивости меса и искупљења Христове крви у облику светог вина. Та слика је припадала умјетничкој збирци Федерика Боромеа, који ју је можда и наручио од умјетника. Поред тога, насликао је више побожних дјела за друге римске племиће из круга пријатеља кардинала дел Монтеа, укључујући Покајану Магдалену и Одмор на путу за Египат. Ове слике су деликатног колорита и лирског карактера, што се више неће поновити у његовим каснијим дјелима.
Кардинал дел Монте је био амбасадор моћне породице Медичија, која је финансирала трошкове његовог боравка у Риму. Охрабрен дел Монтеом, Каравађо је за Медичија, великог војводу Тоскане, насликао двије слике које спадају међу његова најоригиналнија дјела с половине и краја 1590их година, једну на којој је приказан Бахус, а на другој глава Медузе. Обе представљају суптилну духовну игру. Бахус, за ког је као модел позирао његов пријатељ из ноћних похода, сицилијански сликар Марио Минити, тумачен је као приказ мушке проститутке из куплераја ко зна које градске забити у ставу као да потенцијалном клијенту нуди чашу вина. Али помнијим испитивањем, момков замишљен израз лица и ствари којима је окружен – вијенац винове лозе на глави, кошара са воћем гдје се мијешају црваве и натруле јабуке и спасоносно грожђе, стаклена посуда вина – указују да је лик Бахуса под обличјем предоџбе лика Христа, и да не нуди краткотрајне ужитке порока, већ вјечно спасење. Ово дјело је врста сликарства које је Отавио Кардинал Паравичино можда имао на уму у једном писму из 1603. године, гдје каже да Каравађо ствара „у том средњем подручју између светог и профаног”.
Слика Медузе је упадљиво неуобичајена. Сликана је на платну натегнутом на дрвену таблу у облику кружног античког војног штита са каишем на залеђу. У ствари ово није слика која се качи на зид већ треба да се носи на руци. Тек тада је јасно њено право значење. Онај који носи штит се претвара у Персеја који је Медузин лик гледао у одразу штита, пошто је њен директни поглед био смртоносан. Овдје је одраз њеног лика насликан а Персеј је био митолошкли херој с којим су се Медичији често поистовјечивали. Ријеч је о добро срачунатом комплименту Медичијима с циљем да се придобије наклоност ове моћне фирентинске породице.

### Успјешан умјетник са криминалним досијеом
Овај период умјетниковог живота обиљежава успјешна умјетничка каријера, међутим, то је такође вријеме када се његово име појављује у криминалистичким досијеима архива у Риму. У једном свједочењу из јула 1597. године, а које је дао неки берберин под именом Лука, повезује га се са неријешеном крађом једног скупог црвеног огртача и бодежа:
Тај сликар је млад човјек … Носи црну танку браду, има густе обрве и црне очи, одјева се сав у црна одјела на прилично раскалашен начин … , густа црна коса му скроз покрива чело.
Каравађо се одјевао у црна одјела не због тога што је црно било у моди, већ највјероватније што се тако ноћу кретао неопажено мрачним и неосвјетљеним улицама Рима. Понос и оштар карактер је очигледан из његове изјаве на суду након притвора због неовлаштеног ношења оружја на јавном мјесту, из 4. маја 1598. године: 
„Ухапшен сам синоћ … , јер сам носио мач. Носим мач с десне стране, јер сам сликар кардинала дел Монтеа! У његовој сам служби и живим у његовој кући. Уписан сам на платни списак његовог газдинства.”
Њемачки графичар и историчар умјетности Јоахим фон Зандрарт (Joachim von Sandrart, 1606–88), је на основу локалних прича написао кратки извјештај о Каравађовом животу у Риму тих година, гдје каже да је овај волио да тумара градом „у друштву својих младих пријатеља, углавном комичних и бахатих момака – сликара и мачевалаца – чији је животни мото био без наде, без страха (nec spe, nec metu)”. Међу тим његовим римским пријатељима били су сликари Орси, Минти и Орацио Ђентилески, као и архитекта Онорио Лонги, кога су његови биографи описали као човјека тако бурног карактера да му је буквално „излазио дим из главе”.
Каравађо је у ово вријеме такође повезиван са низом римских проститутки и куртизана, посебно са Филидом Меландрони, поријеклом из Сијене, која му је служила као модел за серију слика које је насликао крајем 1590их: Марту и Марију Магдалену; изненађујуће садистичку и еротичну Јудиту која одрубљује главу Холоферну, гдје је приказана како мачем сијече врат тиранина у окружењу које више подсјећа на неки римски куплерај него на шатор асирског генерала описан у апокрифу; и заробљену Свету Катарину која грли мач који ће јој одузети живот.
Управо овим дјелима, у којима је свете личности поставио у савремено окружење и пресвукао у савремене хаљине и користио живи модел, Каравађо је усавршио сликарску технику кјароскура која ће му донијети славу и значај. У исто вријеме је развио и свој карактеристични тенебристички стил, гдје су сјене скоро потпуно црне а свијетли дио слике без нарочите модулације форме, који Белори описује овако:
„Толико је био привржен том свом стилу да никада није приказао ниједну фигуру на отвореном дневном свјетлу, већ је умјесто тога пронашао начин да гради слику у мрачној и затвореној соби, постављајући лампу високо на таваницу тако да свјетлост пада окомито надоле, откривајући најкарактеристичније дијелове тијела фигуре, док је остатак у тами.”
Повезивање Каравађа са његовим моделом за ове слике, Филидом Меландрони, је можда било личне, али сигурно професионалне природе. У Риму је тада било незаконито да жене позирају сликарима као модели, те је упошљавање проститутке био згодан начин да се ти закони заобиђу. Каравађа се повезивало са бројним другим проституткама током његовог боравка у Риму, а постоје и приче које казују да је некима од њих био сводник (макро) прије него је постао сликар на услузи кардинала дел Монте, или у времена кад није радио за друге мецене. Тако је имао бесплатне моделе и повремене сексуалне сусрете, и осигуравао себи додатне новчане приходе. Његова блискост са Филидом Меландрони је узрок великог непријатељства са Ранучом Томасонијем који је био њен сводник у вријеме када је почела да позира за Каравађа и који се томе изричито противио. У сваком случају, овај троугао је произвео велику љубомору и антагонизам између њих двојице. Томасони је био опасан човјек кога би мало ко у то вријеме пожелио за непријатеља и имао је везе са моћним људима Рима. Један од његове браће, Ђован Франческо Томасони, је био обласни војни командир дистрикта Кампо Марцио, а други, Алесандро, је почасно сахрањен у римском Пантеону.

## Рим од 1599–1606. године

### Капела Контарели и друга црквена дјела
Каравађо је 23. јула 1599. године, потписао уговор за израду двије монументалне слике за бочне зидове капеле Контарели цркве св. Луја Француског, која је припадала француском братству у Риму. Наруџбу му је осигурао његов покровитељ, кардинал дел Монте, чије су везе са Медичијима такође значиле да је имао блиске односе са француском заједницом у Риму.
Ово је прва велика наруџба Каравађу. Предвиђена висина обе слике је нешто више од три метра. Прописани субјекти су Позивање св. Матеја и Мучеништво св. Матеја. Каравађо је искористио своју испробану методу и поставио обе библијске епизоде у садашње вријеме, сликајући на основу живих модела у окружењу које је одабрао по сопственом схватању и машти.
Сцена Позивања св. Матеја изгледа као да се дешава у неком римском подруму. Христ и св. Петар су одјевени у библијске безвремене хаљине, а Матеја и његове колеге порезници савременом одјећом. Христ испруженом руком упире прстом у Матеја и позива га на спасење од искушења новца. Сноп јаке свјетлости која долази из горњег десног угла дијели слику дијагонално, и чини читаву композицију апстрактним дијаграмом Матејиног традиционалног библијског симбола, равнотеже на ваги (у древна времена порезници су мјерили тежину кованица на ваги, да би се осигурали да нису лажне).

## Почеци
Син једног зидара из места Каравађа крај Боргама, и сам је започео као зидарски радник, припремајући фрескистима малтер за подлогу. У сликара се изградио без школе и учитеља. Од 1585. године, Каравађо бедно живи у Риму, напола слуга (код витеза д'Априно), напола сликар, а његова дела полако постају све запаженија. Цвеће које он слика, жанр сцене са типовима из његове близине: карташима, убицама, Циганима, изазивају сензацију својом новином - реализмом и пластичношћу. Успех му доноси подршка кардинала дел Монтиа, који му прибавља богате наруџбине за цркве. Управо црквено сликарство чини главни део његових радова. Међутим, и у црквеном сликарству Каравађо иступа својим иновацијама. Он револуционише традиционалну иконографију, уводи у њу своје снажне, неугледне фигуре, сликано без дотеривања према типовима из народа. Овакве иновације наилазиле су на отпор. Противници, карачијевци, називали су га „сликаром прљавих ногу“, јер је Каравађо стварно, на ногама сликао и траг прашине.
Неке од његових религиозних слика црквене власти одбиле су да приме.

## Убиство и бег из Рима
Принуђен да после некакве кавге у којој је мачем смртно ранио једног свог друга утекне 1606. године из Рима, Каравађо почиње свој луталачки живот по Напуљу, по Малти, градовима Сицилије, пун нових бурних згода и незгода а такође и нових сликарских успеха.

## Галерија одабраних дела
- Музичари (1595)
- Лаутиста (1596)
- Портрет куртизане (1597)
- Медуза (1598)
- Давид са Голијатовом главом (1600)
- Вечера у Емаусу (1602/3)
- Бахус
- Неверни Тома
- Распеће Светог Петра
- Света породица са Јованом Крститељем
- Свети Јован Крститељ
- Марија Магдалена
- Нарцис
- Јупитер, Нептун и Плутон (1597)
- Ecce Homo (1605)

### Чланци и есеји
- Christiansen, Keith. "Caravaggio (Michelangelo Merisi) (1571–1610) and his Followers." In  Heilbrunn Timeline of Art History. New York: The Metropolitan Museum of Art. 2000.–. (October 2003)
- „FBI Art Theft Notice for Caravaggio's Nativity”. Архивирано из оригинала 16. 03. 2010. г.
- „The Passion of Caravaggio” (PDF). Архивирано из оригинала (PDF) 03. 12. 2013. г.
- „Deconstructing Caravaggio and Velázquez” (PDF). Архивирано из оригинала (PDF) 03. 12. 2013. г.
- „Interview with Peter Robb, author of M”. Архивирано из оригинала 07. 02. 2006. г.
- „Compare”. Архивирано из оригинала 13. 04. 2006. г. Rembrandt with Caravaggio.
- Caravaggio and the Camera Obscura
- Caravaggio's incisions by Ramon van de Werken
- Caravaggio's use of the Camera Obscura: Lapucci
- Some notes on Caravaggio – Patrick Swift
- Roberta Lapucci's website and most of her publications on Caravaggio as freely downloadable PDF

### Умјетнички радови
- „caravaggio-foundation.org”. Архивирано из оригинала 29. 06. 2024. г. 175 works by Caravaggio
- Caravaggio, Michelangelo Merisi da Caravaggio WebMuseum, Paris webpage
- „Caravaggio's EyeGate Gallery”. Архивирано из оригинала 16. 05. 2013. г.

### Музика
- Lachrimae Caravaggio, by Jordi Savall, performed by Le Concert des Nations & Hesperion XXI (Article at Answers.com)

### Видео
- Каравађо: Живот и умјетнички стил у три слике – Национална галерија у Лондону (Јутјуб; енглески)
- Каравађо између небеса и пакла (документарац) Јутјуб (италијански)
- Хапшење Христа, документарна анализа (Јутјуб, италијански)
- Реконструкција Каравађове технике и радионице (ботеге) – Јутјуб (италијански)
- Каравађова техника (Јутјуб, италијански)
- „Caravaggio's Calling of Saint Matthew”. Архивирано из оригинала 23. 10. 2014. г. at Smarthistory, accessed February 13, 2013
- „Caravaggio's Crucifixion of Saint Peter”. Архивирано из оригинала 08. 10. 2014. г., accessed February 13, 2013
- „Caravaggio's Death of the Virgin”. Архивирано из оригинала 01. 11. 2014. г., accessed February 13, 2013
- „Caravaggio's Narcissus at the Source”. Архивирано из оригинала 01. 11. 2014. г., accessed February 13, 2013
- „Caravaggio's paintings in the Contarelli Chapel, San Luigi dei Francesi”. Архивирано из оригинала 16. 01. 2013. г., accessed February 13, 2013
- „Caravaggio's Supper at Emmaus”. Архивирано из оригинала 11. 10. 2014. г., accessed February 13, 2013